# Hieracium leucomalloides
Hieracium leucomalloides es una especie de planta con flor del género Hieracium, de la familia Asteraceae, orden Asterales.

## Distribución
Hieracium leucomalloides se distribuye por Islandia.

## Taxonomía
Fue descrita científicamente por Oskarsson.
Tratamiento taxonómico
La especie aparece registrada en una sección de la publicación Vísindafj. Íslend. 31(Descr. Hierac. Icel.).